# Кама (река, впадает в Пизьмаярви)
Кама — река в России, протекает по территории Луусалмского и Боровского сельских поселений Калевальского района Республики Карелии. Длина реки — 37 км, площадь водосборного бассейна — 210 км².
Река берёт начало из ламбины без названия на высоте 112,6 м над уровнем моря.
Течёт преимущественно в юго-восточном направлении по заболоченной местности. В среднем течении протекает через озеро Хапо-Калаярви.
Река в общей сложности имеет 17 малых притоков суммарной длиной 36 км. Крупнейший приток — река Мус.
Втекает на высоте 96,1 м над уровнем моря в озеро Пизьмаярви, через которое протекает река Пизьма.
Населённые пункты на реке отсутствуют.
Код объекта в государственном водном реестре — 02020000912102000003617.